# گیمان (ایرانشهر)
گیمان (ایرانشهر)، روستایی از توابع بخش بزمان شهرستان ایرانشهر در استان سیستان و بلوچستان ایران است.

## جمعیت
این روستا در دهستان بزمان قرار دارد و براساس سرشماری مرکز آمار ایران در سال ۱۳۸۵، جمعیت آن ۱٬۳۳۹ نفر (۲۶۱خانوار) بوده‌است.